# Werk Mattarello
Koordinaten: 45° 59′ 52″ N, 11° 8′ 5″ O

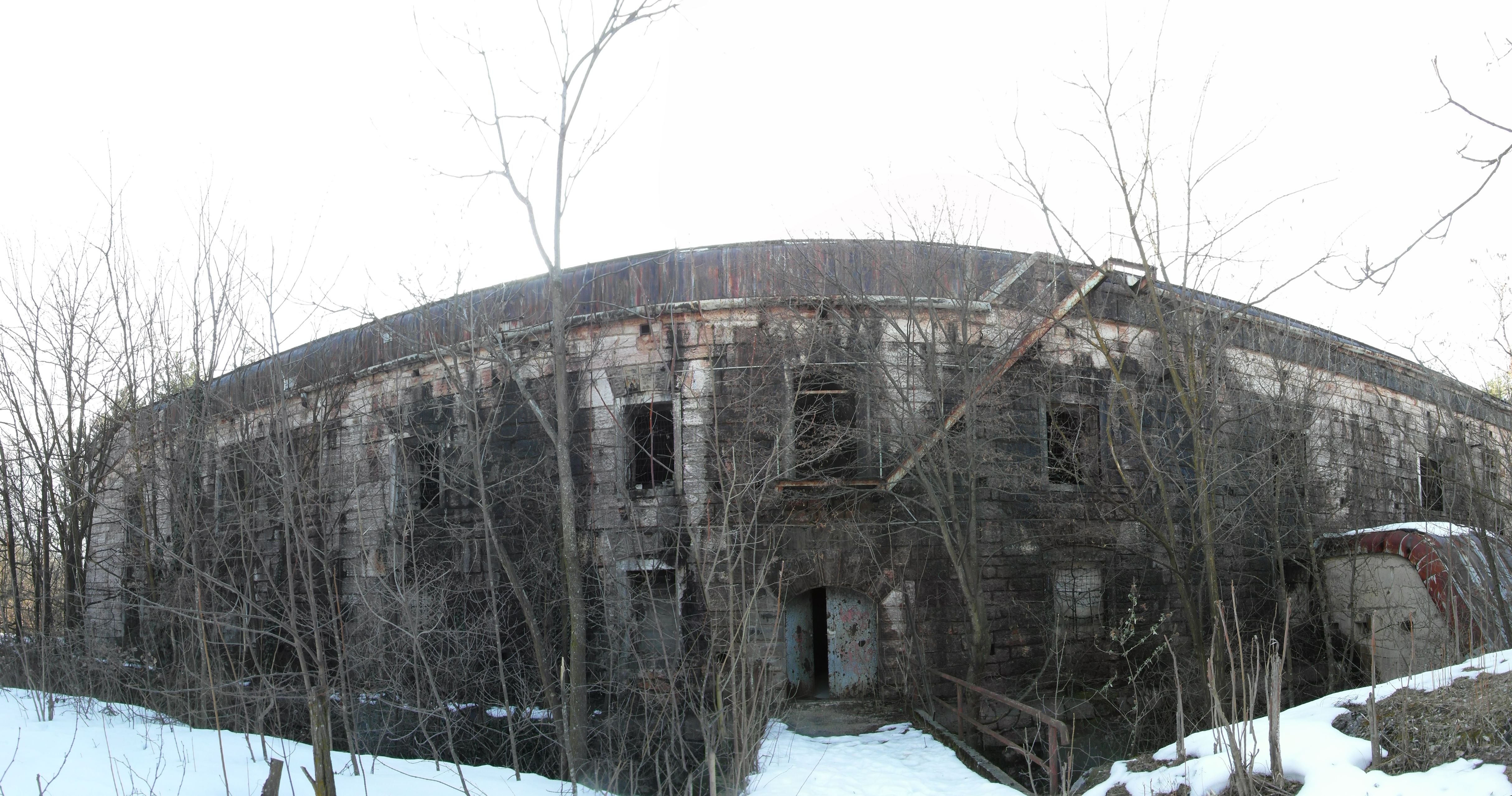
Hauptwerk Mattarello – Kehlseite mit Kasemattblock und Werkseingang

Das Werk Mattarello (auch Komplex Mattarello; italienisch Forte Mattarello) war ein Festungswerk (Fort) im System der Österreichischen Festungswerke an der Grenze zu Italien. Es war Teil der Festung Trient und liegt auf dem Gebiet der Fraktion Mattarello von Trient.
Mattarello bestand aus dem Hauptwerk und zwei Annexbatterien und hatte die Aufgabe, zusammen mit dem Werk Romagnano das Etschtal südlich von Trient zu sperren. Des Weiteren sollte es im Falle eines Durchbruchs aus dem Suganatal und der Überwindung der dortigen Werke Tenna und Colle delle benne sowie der Batterien „Maranza“, „Cimirlo“, „Casara“ und „Martignano“ Angriffe abwehren. Es diente ebenfalls als Rückendeckung der Werke Doss Fornas und Brussa ferro bei Valsorda sowie dem Werk San Rocco südöstlich von Trient.
Die beiden Annexbatterien (Untere Batterie und Obere Batterie) wurden Ende der 1870er Jahre im sogenannten Trientiner Baustil errichtet; d. h., es waren keine eingedeckten Bauwerke, sondern offene Anlagen mit Wällen und Traversen, die Geschütze feuerten freistehend „über Bank“ (also über die Wallkrone hinweg). Das später in den 1880er-Jahren errichtete und 1900 fertiggestellte Hauptwerk war, obwohl bereits moderner, doch noch in Steinbauweise aufgeführt und daher bei der Indienststellung bereits überholt. Es galt nur noch als granatsicher (widerstandsfähig bis zu einem Beschusskaliber von 15 cm.)
Keines der Werke war je in Kampfhandlungen verwickelt.

## Obere Batterie
Die obere Batterie liegt 345 Meter über NN und bestand aus einem Geschützemplacement für fünf Geschütze zwischen Traversen. Dahinter befanden sich tiefergelegt und quer zur Front zwei Hohltraversen mit Räumen zur Truppenunterkunft und Lagerung von Munition. Die Anlage ist von einer größtenteils freistehenden krenelierten Mauer umgeben, in derer rechten Frontseite sich ein Traditor befindet. Im linken Kehlbereich ist die Mauer hinterfüllt und am Eingang vorgebaut. Hier befindet sich auch eine Nahverteidigungsanlage in Form einer Grabenstreiche. Bewaffnet war die Batterie mit:
- 4 × 9-cm-Feldkanonen M 75
- 7 × 15-cm-Feldkanonen M 61
- 23 × Gewehrlafetten

In Friedenszeiten war die Batterie nicht ständig mit Truppen belegt. Bei Alarmierung der Festung Trient war die folgende Besatzung vorgesehen:
- Fall I (Kriegszustand mit Italien) 4 Offiziere, 77 Unteroffiziere und Mannschaften
- Fall R (Kriegszustand mit Russland) 1 Offizier, 38 Unteroffiziere und Mannschaften

in der Batterie.
Die Anlage befindet sich in Privatbesitz, kann jedoch betreten werden. Der Erhaltungszustand ist relativ gut (nur kleinere Schäden).

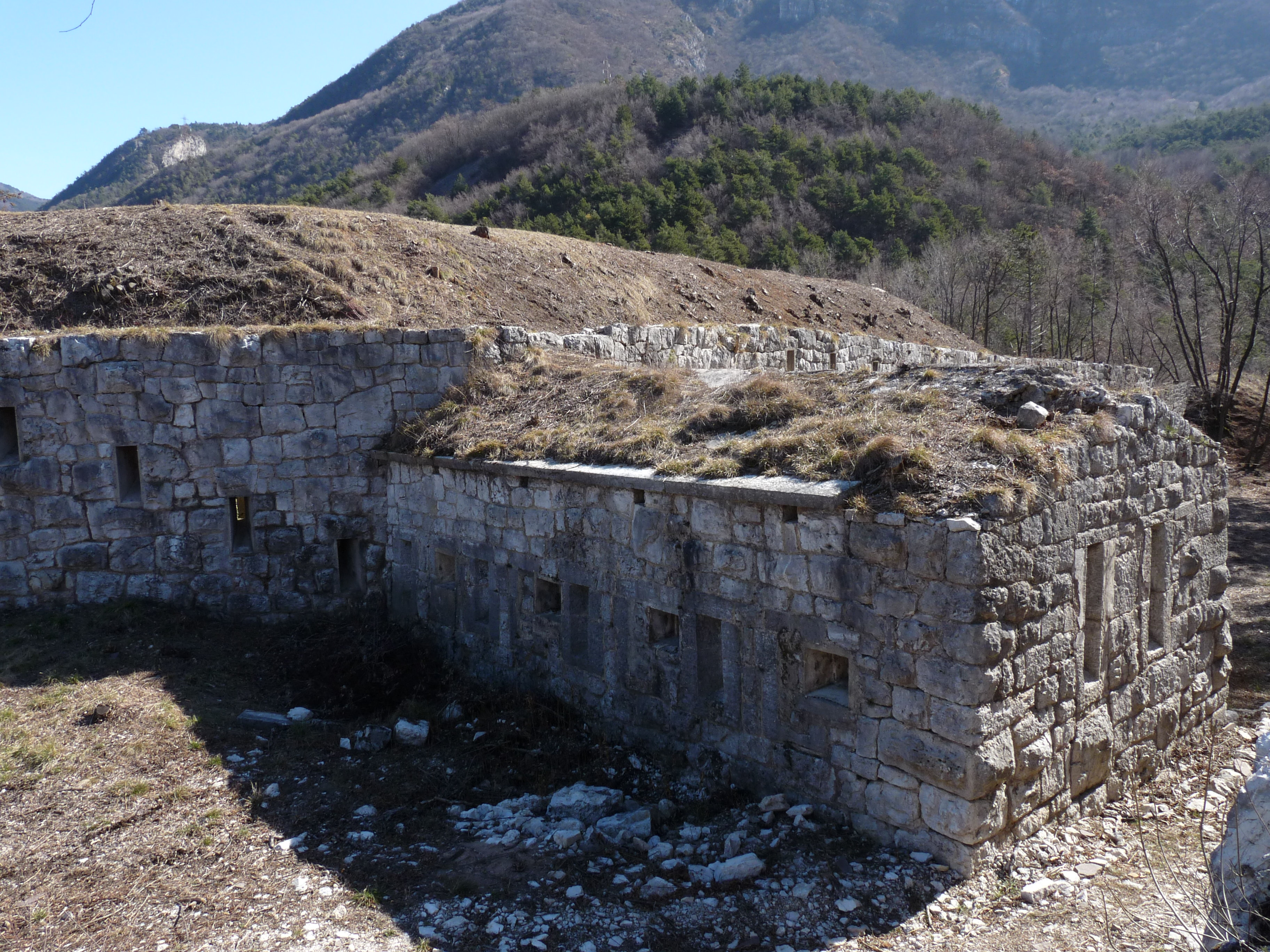
Obere Batterie – Traditor im Frontgraben vor dem Wall
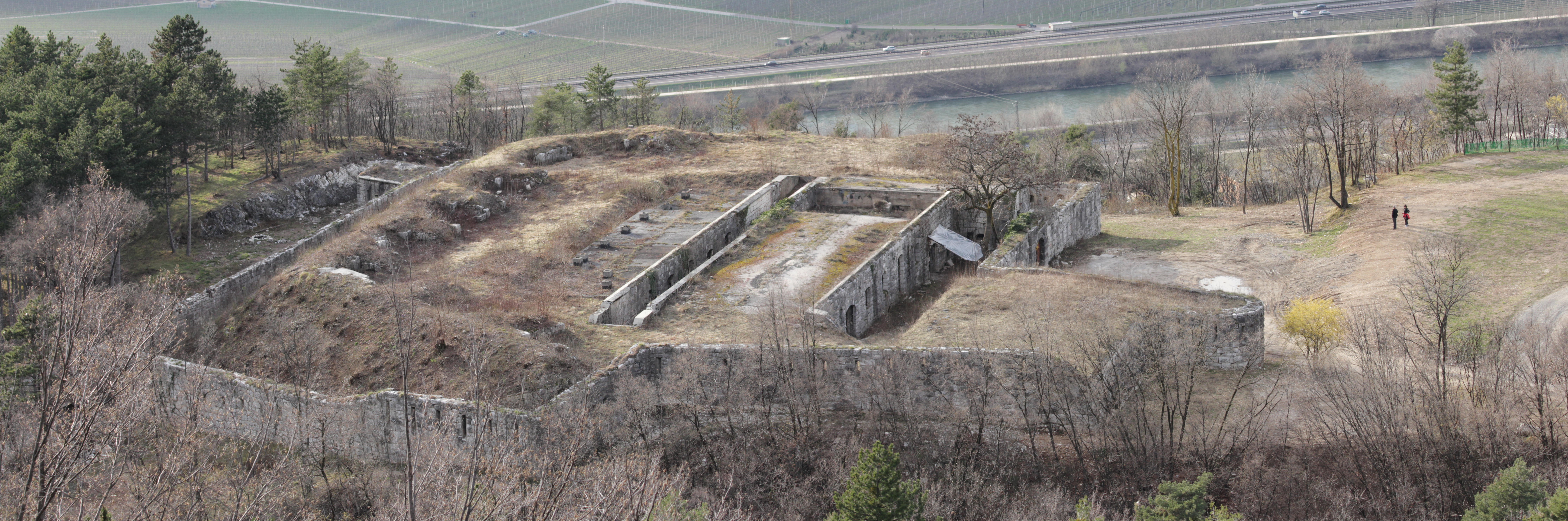
Obere Batterie – Gesamtansicht
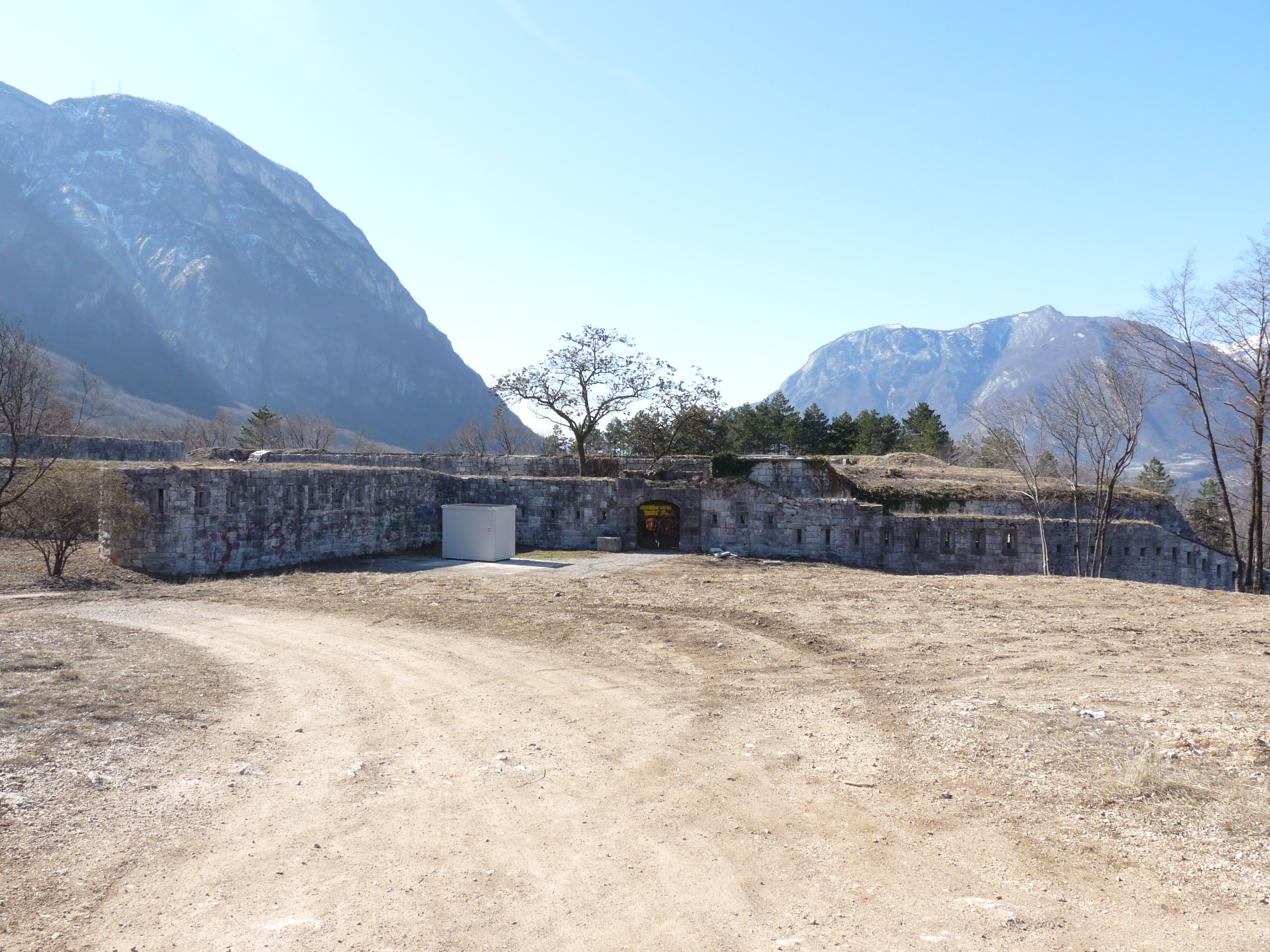
Obere Batterie – Eingangsbereich. Schussrichtung Etschabwärts
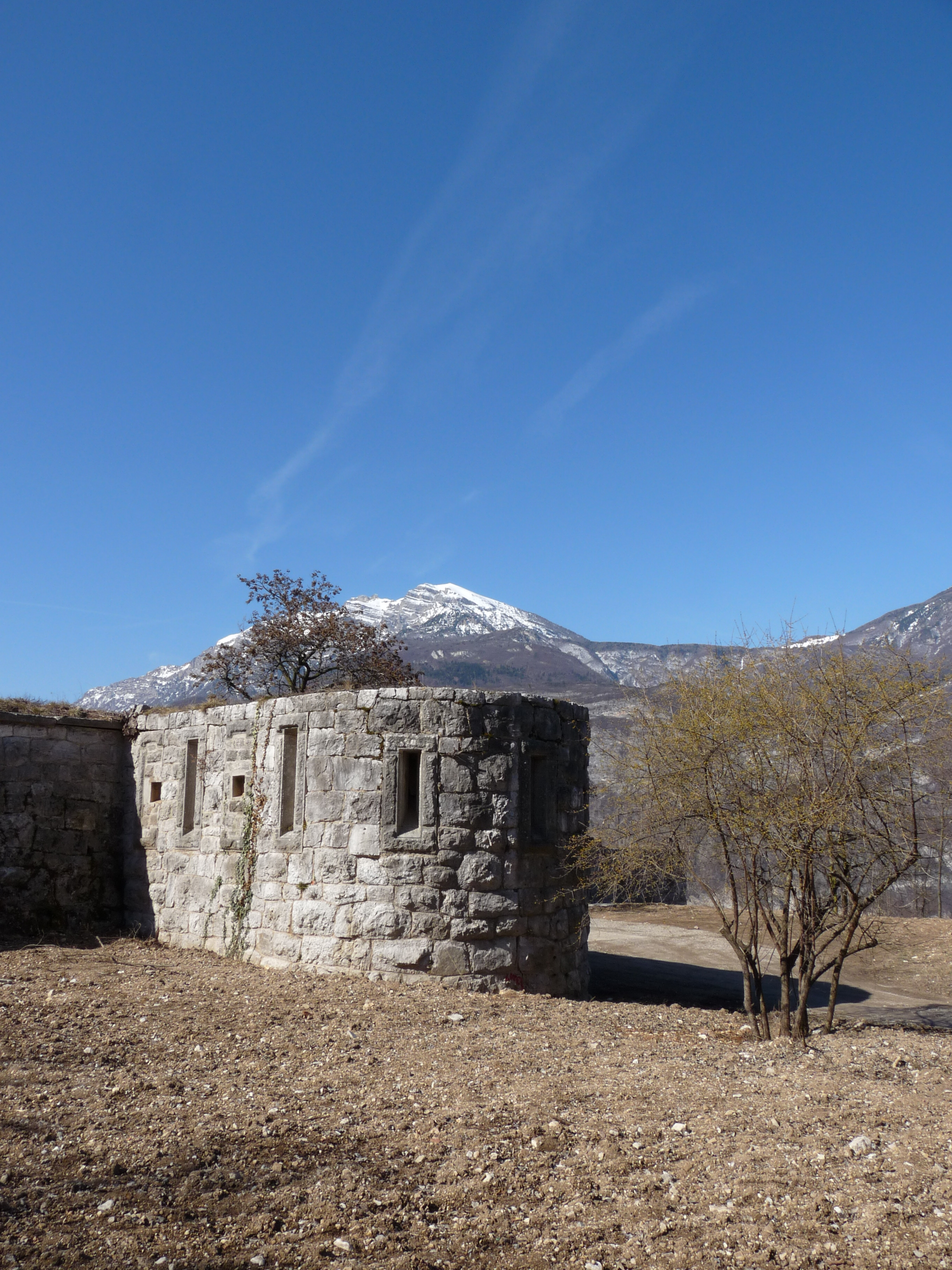
Obere Batterie – Kehlkaponniere
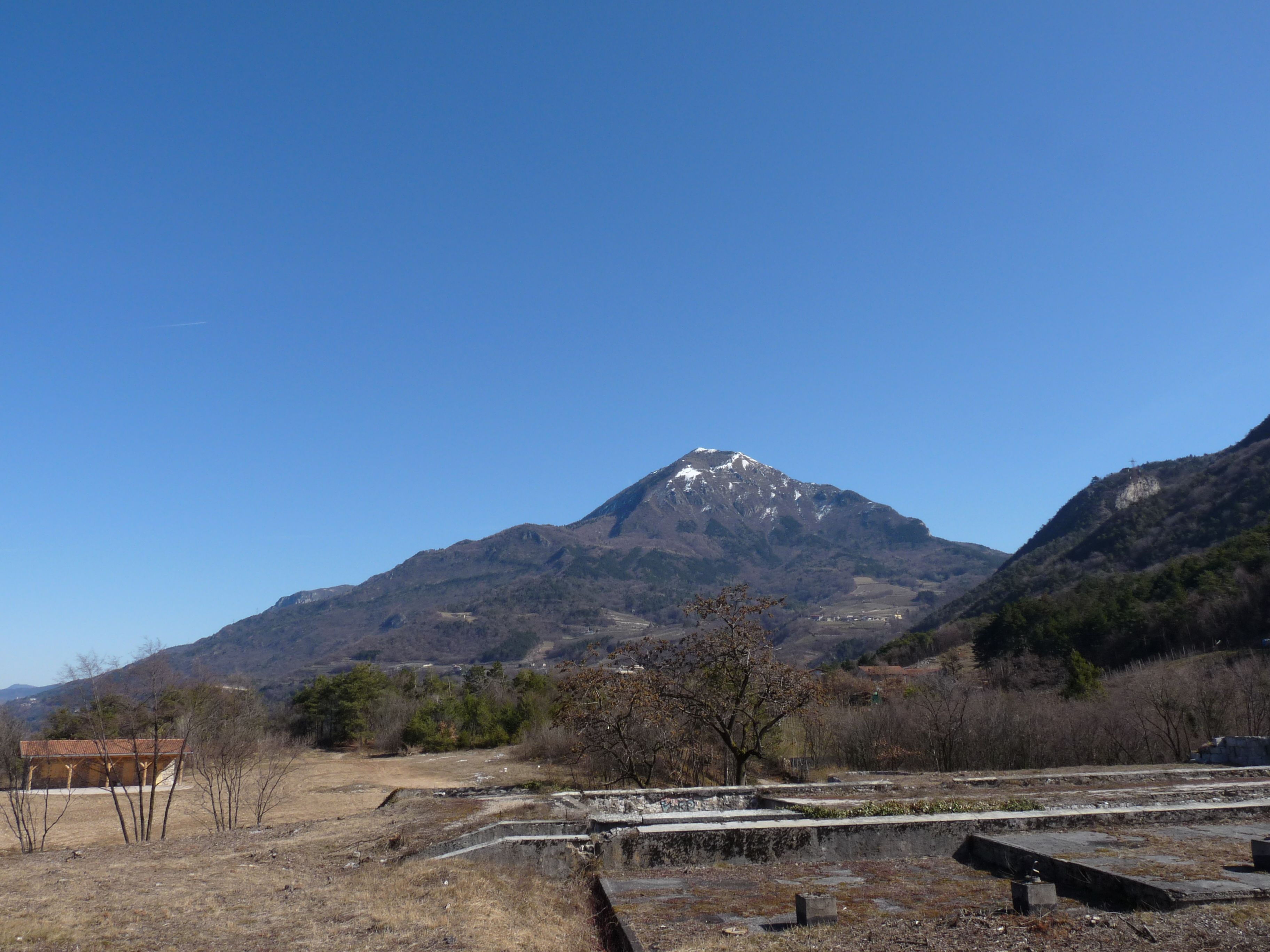
Obere Batterie – auf dem äußerst rechten Geschützstand mit Blick zur Kehle

## Untere Batterie
Die Untere Batterie wurde zusammen mit der Oberen Batterie errichtet, war jedoch erheblich kleiner. Auch hier befanden sich die Geschütze freistehend auf Geschützemplacements und feuerten über die Wallkrone. Die Batterie bestand aus Erdwällen und war nicht zur Truppenunterbringung eingerichtet. Bewaffnet war sie mit:
- 4 × 9-cm-Feldkanonen M 75
- 20 × Gewehrlafetten

Bei Alarmierung der Festung Trient war die folgende Besatzung vorgesehen:
- Fall I (Kriegszustand mit Italien) 2 Offiziere, 73 Unteroffiziere und Mannschaften
- Fall R (Kriegszustand mit Russland) 1 Offiziere, 15 Unteroffiziere und Mannschaften

Die Batterie ist heute verfallen und nahezu nicht mehr auffindbar.

## Hauptwerk
Das Hauptwerk liegt 416 Meter über NN, wurde unter der Regie von Feldmarschallleutnant Vogl (sog. Bauperiode Vogl) errichtet und weist die Merkmale eines richtigen Forts auf, hatte jedoch keine bombensichere Erdeindeckung auf dem Dach. Es hat die annähernde Form eines Rechtecks und war bewaffnet mit:

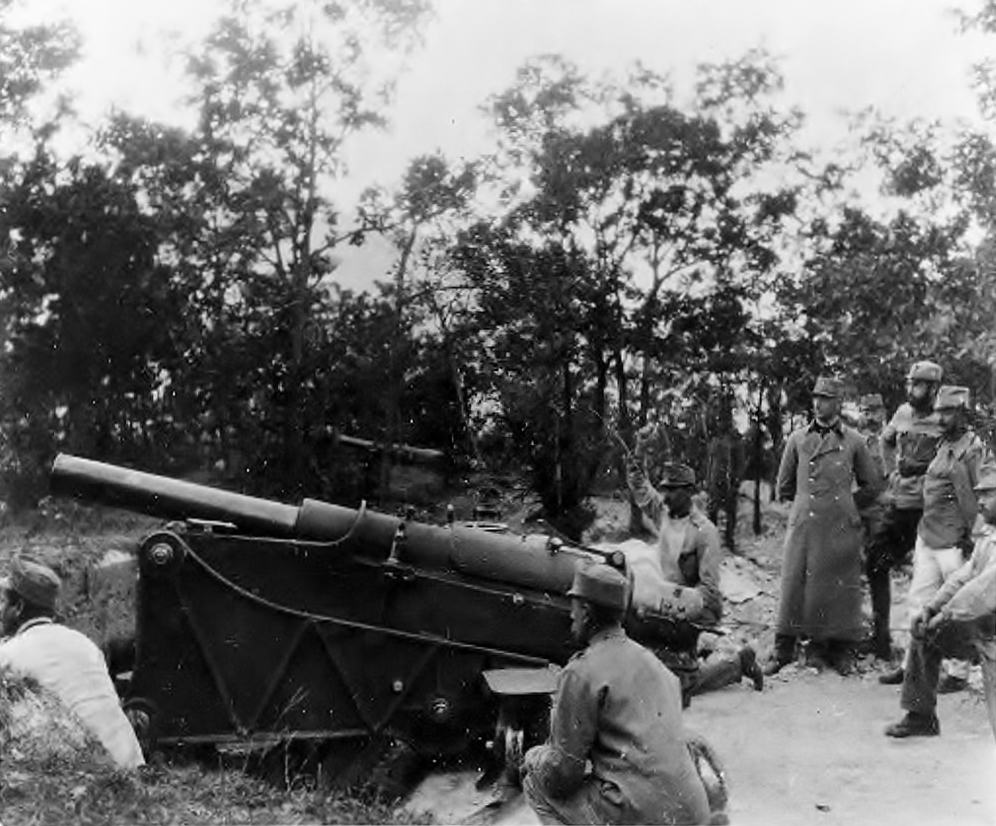
Eine der 12cm-M96 Minimalschartenkanonen aus dem Werk Mattarello in Feldstellung

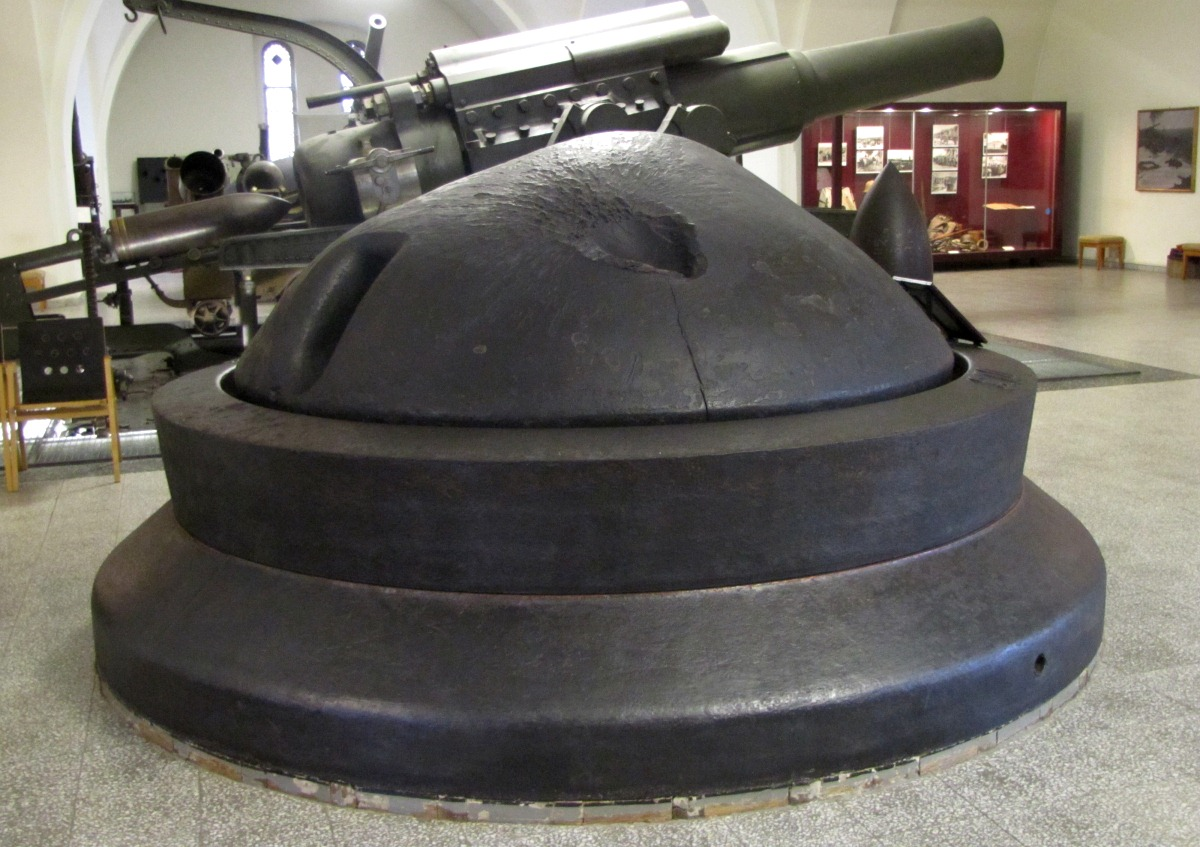
8-cm-Panzerturmkuppel aus der Festung Przemyśl – baugleich im Hauptwerk von Mattarello verwendet

- 4 × 12-cm-Minimalschartenkanonen M 96 in Panzerkasematten
- 2 × 15-cm-Panzermörsern M 80 in drehbaren Kuppeln
- 2 × 8-cm-Panzerkanonen M 94 P unter drehbaren Panzerkuppeln (baugleich wie in der Festung Przemyśl)
- 7 × 8-mm-Maschinengewehre M 93
- 11 × Gewehrlafetten

Bei Alarmierung der Festung Trient war die folgende Besatzung vorgesehen:
- Fall I (Kriegszustand mit Italien) 6 Offiziere, 169 Unteroffiziere und Mannschaften
- Fall R (Kriegszustand mit Russland) 6 Offiziere, 153 Unteroffiziere und Mannschaften

Es war zur Truppenunterbringung eingerichtet und diente als Friedenspulvermagazin. Nach Ende des Ersten Weltkriegs von der italienischen Armee übernommen, wurde es von dieser es noch bis in die 1970er-Jahre als Lager genutzt und ging dann in Privatbesitz über. Es ist vollständig erhalten und trägt noch die originale Blecheindeckung auf dem Dach.